# Sarcophaga moravica
Sarcophaga moravica är en tvåvingeart som beskrevs av Povolny 1986. Sarcophaga moravica ingår i släktet Sarcophaga och familjen köttflugor. Inga underarter finns listade i Catalogue of Life.